# Славинка (Омская область)
Славинка — деревня в Любинском районе Омской области. Входит в состав Новокиевского сельского поселения.

## Название
В 1928 году посёлок Славинский.

## География
Примыкает к разъезду Новокиевский.

## История
Основана в 1915 году. В 1928 году посёлок Славинский в административном отношении являлся центром  Славинского сельсовета  Любинского района Омского округа Сибирского края.

## Население
| 2010 |
| ---- |
| 12   |

### Гендерный состав
По данным Всероссийской переписи населения 2010 года в гендерной структуре населения из 12 человек мужчин — 5, женщин — 7 (41,7 и 58,3 % соответственно).

### Национальный состав
В 1928 г. основное население — русские.
Согласно результатам переписи 2002 года, в национальной структуре населения русские составляли 85 % от общей численности населения в 27 чел..

## Инфраструктура
Личное подсобное хозяйство. В 1928 году посёлок Славинский состоял из 93 хозяйств.
Обслуживание путевого хозяйства. 

## Транспорт
Доступен автомобильным и железнодорожным транспортом. В соседнем населённом пункте действует платформа Новокиевский.